# Hassan Barnawi
Hassan Salah Ali Barnawi (ar. حسن بن صالح بن علي برناوي;ur. 12 września 2001) – saudyjski zapaśnik walczący w obu stylach. Zajął 22. miejsce na mistrzostwach świata w 2024.
Srebrny medalista mistrzostw arabskich w 2021 i 2024; brązowy w 2022. Siódmy na igrzyskach solidarności islamskiej w 2021. Drugi na Światowych Igrzyskach Sportów Walki w 2023 roku.